# Nosič (profese)

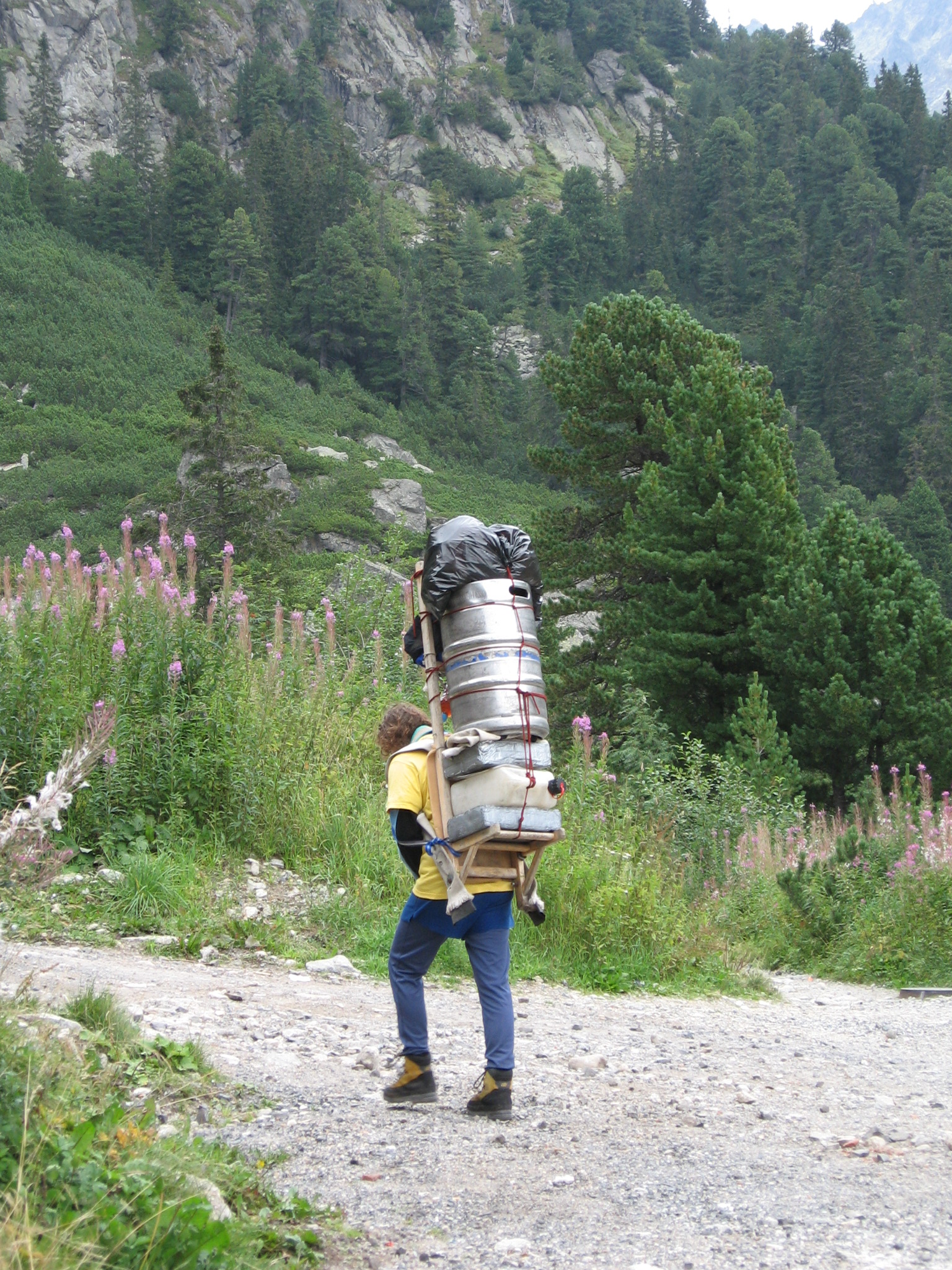
Horský nosič s krosnou.

Nosič je profese, která se věnuje ručnímu přenášení nákladu.
Hotelový nosič (někdy zároveň označovaný jako portýr, hotelový poslíček nebo hotelový zřízenec) přenáší zavazadla hostů od vchodu hotelu do pokoje. Nádražní nosič přenáší cestujícím zavazadla od navazujícího dopravního prostředku do vlaku nebo opačně.
Nosič je častá profese v místech, kde není jiná vhodnější nebo levnější alternativa dopravy nákladů (nedostatečná síť cest, náročný horský terén). Horský nosič zajišťuje zásobování horských chat ve špatně přístupných místech. V Himalájích se pro roli nosiče v horolezeckých výpravách používá název šerpa, odvozený od místního etnika Šerpové, které má mimořádně vhodné schopnosti pro pohyb ve vysokohorském terénu.
Nosič golfových holí (golfový caddy) je částečně i trenérská role pro profesionální hráče golfu.